# Anciens ponts de Liège
 (février 2013).
À la fin du premier millénaire, le pont des Arches de la cité de Liège devient le passage obligé reliant France et Bourgogne à l'Allemagne par Aix-la-Chapelle et Cologne. Il sera reconstruit de nombreuses fois. Au fil des siècles, la cité de Liège, installée dans une large confluence alluviale de l'Ourthe et de la Légia dans la Meuse va canaliser bras et biefs pour ses nombreux moulins pour les combler dès le XXe siècle. Ces nombreux ponts seront enfouis.

## Liste des ponts

### Pont d'Amercœur
Pont d'Outremeuse. La construction de ce pont remonte à l'an 1072, bâti d'abord en bois, il fut consumé par la foudre et reconstruit en pierres de taille. En 1570, il est emporté par les eaux et en 1697 les magistrats en font bâtir un autre qui s'écroulera en 1740. Le bourgmestre Henri-Philibert de Coune posa la première pierre du pont en 1741 qui fut démoli en 1859 puis remplacé par l'actuel.

### Pont des Arches
Le premier pont sur la Meuse aurait été construit par Ogier de Danemarche en 785. Ce pont était en bois et fut emporté par la force des eaux.

#### Souverain-Pont

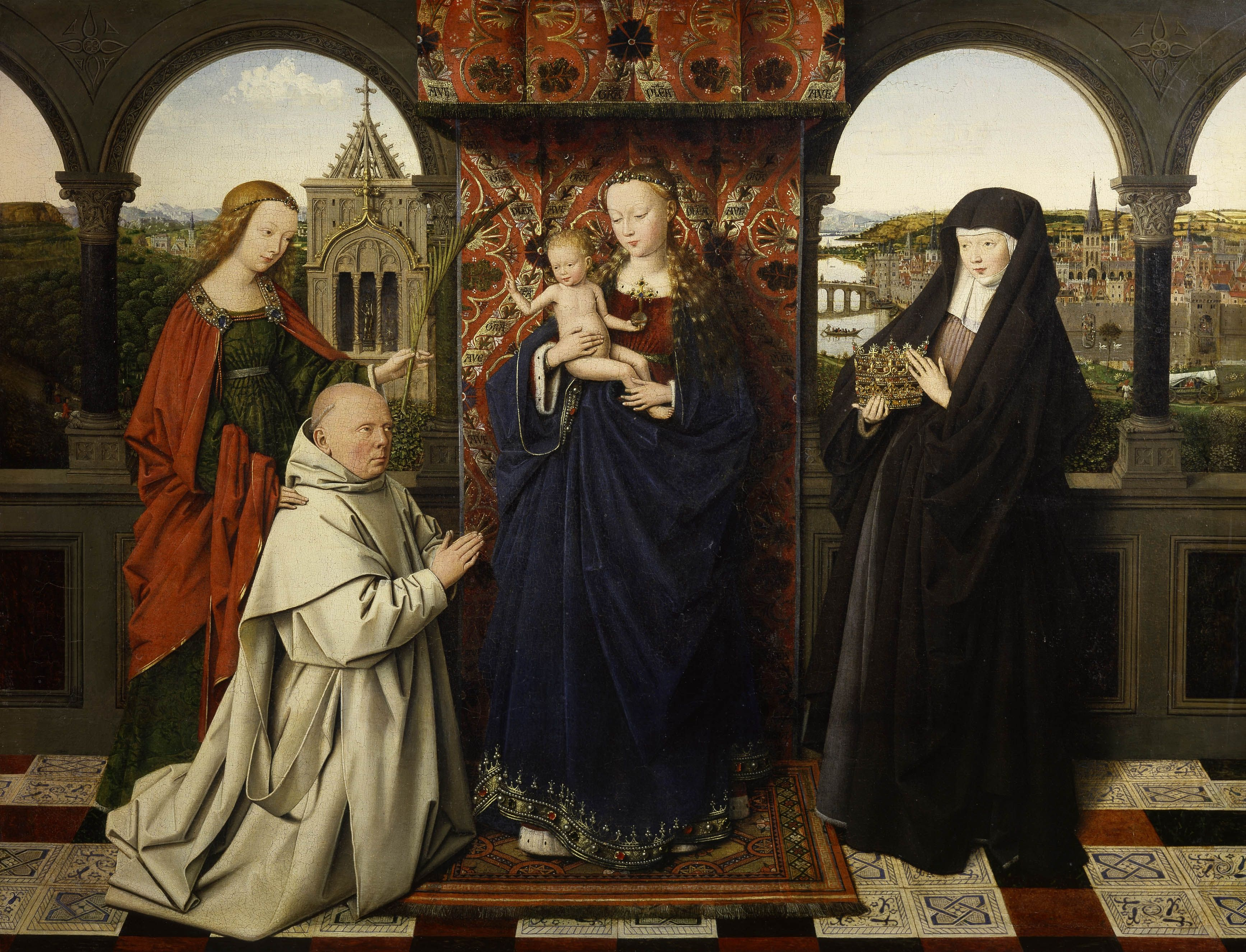
La Vierge au Chartreux de Jan Van Eyck. On y distingue le pont des Arches

En 841, l'évêque Hircaire en fit construire un plus solide qu'on nomma le Souverain-Pont. On prétend qu'il allait jusqu'en Cornillon. Réginard fit reconstruire ce pont en 1034 à l'endroit nommé aujourd'hui Vieux Pont des Arches. Emporté de nouveau par les eaux en 1409, il fut reconstruit et inauguré en 1446 après 22 ans de travaux. On érigea sur ce pont une chapelle dédiée à sainte Barbe face à la salle de la compagnie des arbalétriers. En 1468 lors du sac de Liège par Charles le Téméraire, les deux arches du milieu furent rompues On les rétablit en 1479 et, dans l'intervalle on passait au moyen de poutres jetées sur la brèche. Robert de la Marck avait fait dresser entre la chapelle et le corps de garde une porte avec un pont levis mais dans une séance du Conseil de la cité le 20 juin 1505 on résolut de démolir la porte et le pont levis et de les transférer vers le quartier d'Outremeuse.

#### Pont des Arques
En 1643, le pont fut encore renversé par les eaux, cet accident fut attribué à la pesanteur des maisons qui garnissaient les deux côtés du pont dans toute sa longueur. Reconstruit en 1548, il fut achevé en 1657. Maximilien-Henri de Bavière fit construire en 1684 sur ce pont une forteresse armée de 9 canons connue sous le nom de Dardanelle sous laquelle on passait et qui fut démolie en 1790. En 1663, on posa sur un parapet une pierre portant les noms des bourgmestres qui avaient coopéré à la construction du pont et on la surmonta d'un crucifix en bronze de grandeur naturelle, œuvre de Jean Del Cour qui orne aujourd'hui le portail de la Cathédrale Saint-Paul.

#### Pont de la Victoire
Le 27 juillet 1794, il s'y livra une lutte entre les Français et les Autrichiens qui se replièrent jusqu'à la Chartreuse. Il prit alors le nom de Pont de la Victoire qu'il conserva jusqu'en 1815 où il reprit son ancien nom. Le pont de 1657 a été démoli en 1859 et reconstruit en 1860.

### Pont d'Avroy
Pont de l'Île sur le bras de la Sauvenière. Ce pont tenant à la rue de ce nom, rue Pont d'Avroy et aboutissant en face du faubourg Saint-Gilles, rue Saint-Gilles. Il était composé de trois arches. Sa démolition eut lieu en 1818 mais la dernière arche ne disparut qu'en 1831. Il enjambait un bras de la Meuse qui est comblé aujourd'hui (actuellement boulevard d'Avroy, boulevard de la Sauvenière, rue de la Régence et rue de l'Université).

### Pont de Bèche
Pont d'Outremeuse, sur le bief de Rivelette.

### Pont d'Île

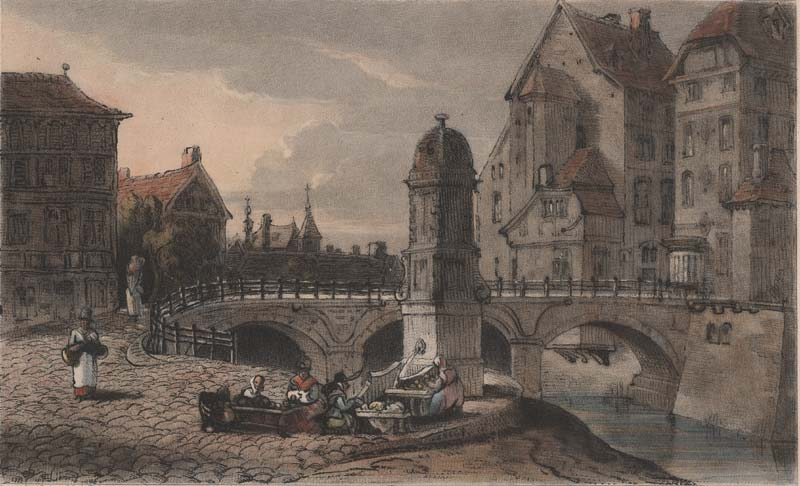
La gravure de Reynolds représente le pont d'Île vers 1820. Du pont qui reliait la rue de la Wache à la rue du Pot d'Or, seules les trois dernières arches subsistaient à cette époque. Le pont d'Ile disparaît en 1826, lors de la création des rues de la Régence et de l'Université., U-Liège, Fond Wittert

Pont de l'Île sur le bras de la Sauvenière. Ce pont, peut-être un des premiers de Liège, s'écroula en 1198 lors du passage d'une procession et fut rebâti en pierre en 1203 par Hugues de Pierrepont. Il communiquait de la place aux Chevaux (actuelle place de la République française) à Vinâve d'Île et possédait à l'origine une dizaine d'arches. Il a été démoli en partie en 1826 alors qu'il était encore composé de trois arches (sur l'actuelle place de la République française). Une arche est encore visible dans les caves de la troisième maison à droite dans la rue au coin du Vinâve d'Île.

### Pont des Jésuites ou Pont de Bavière
Il y avait deux ponts de ce nom :
- Le grand pont des Jésuites d'abord nommé Pont de Bavière construit en 1596 sous Ernest de Bavière puis nommé des Jésuites parce qu'il aboutissait à l'église de ces Pères. Il a été démoli en 1826.
- Le petit Pont des Jésuites avait quatre arches et était situé au bout de la rue de l'Étuve pour aboutir à l'ancienne place du Conservatoire (actuelle place Cockerill).

### Pont Maghin
Ce n'était jadis qu'une sorte de pont-levis nommée Porte de Hongrie qui interceptait le chemin de halage sur cette partie de la rive gauche de la Meuse. Il établissait la communication entre le quai Saint-Léonard et celui de La Batte. Sur la représentation des bateliers et sur la proposition de Curtius pour faciliter la traction des bateaux dont les chevaux étaient obligés de passer par le pont de la Porte Saint-Léonard. La magistrature de 1594 acheta la propriété de Maghin. Le nouveau pont et la porte furent construits sur ce terrain qui en retint le nom de Maghin. Les bateaux passaient sous ses arches pour arriver à un accostage creusé le long des remparts jusqu'à la porte Saint-Léonard. Ce bassin fut comblé et orné d'une plantation d'arbres. En 1832 la porte est démolie. Les arcades sont démolies en 1838 lors de la reconstruction du mur du quai. On construit ensuite la prison Saint-Léonard de 1847 à 1850 d’après les plans de Joseph Jonas Dumont. Son emplacement fait maintenant suite à la Batte qu'il relie à celui de Saint-Léonard. On donnera son nom à un nouveau pont qui enjambera la Meuse.

### Pont de Mousset
Pont connecté à la rue Saint-Martin-en-Île, permettant de rejoindre l'îlot des Forgerons.
- Carte de Blaeu 1649

### Pont du Râteau
Pont d'Outremeuse. Une pierre armoriée provenant du pont dit du Râteau (Restea, une herse fermant l'accès au pont) à la rive gauche de l'Ourthe entre l'ancienne porte d'Amercœur et la rue Terres en Bêche est conservée au Grand Curtius. Les blasons sont ceux des bourgmestres Conrad Van der Heyden à Blisia et Charles d'Ans. Ils rappellent la reconstruction de ce pont qui eut lieu pendant leur magistrature du 25 juillet 1640 au 24 juillet 1641. Le nom wallon de Restea, en français, une herse, a été donné à ce pont parce qu'il était fermé par une herse. Une petite tour servant de corps de garde lui était contigüe.

### Pont Saint-Julien
Pont d'Outremeuse, construit en 1034 par Réginard, rebâti en pierres de taille en 1620 et réparé presque totalement en 1726. Il fut reconstruit en 1740 à la suite d'une inondation. Il relie alors la rue Pont Saint-Nicolas à la rue Entre-deux-Ponts au-dessus du bief de Rivelette.

### Pont Saint-Léonard
En 1704, le magistrat fit établir un pont en pierre en remplacement du pont en bois qui jusqu'à cette époque avait servi de communication entre le faubourg Saint-Léonard et la cité. Il est démoli au début du XIXe siècle lorsqu'on a comblé le bassin sur lequel il était établi et qui s'étendait jusqu'à la Porte de Vivegnis.

### Pont Saint-Nicolas

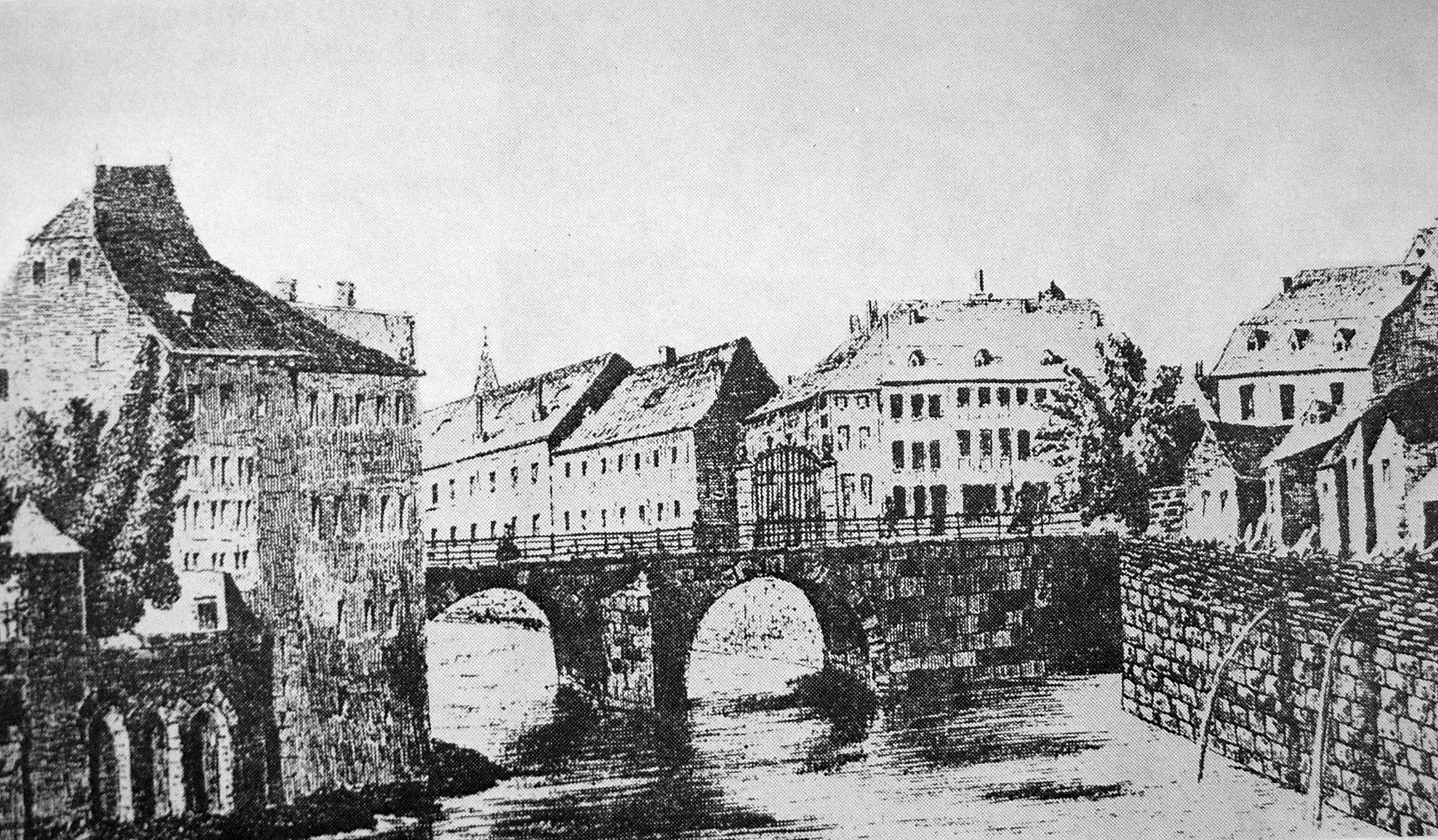
Le Pont Saint-Nicolas et le « Vieux Bavière » en 1865.

Construit par Réginard en 1034, il fut renversé en partie en 1650 par les eaux et réparé en 1660, en 1777 et en 1799. Il reliait la rue du Pré à la rue Pont Saint-Nicolas, enjambant le bief du Barbou.

### Pont Sarette
- Carte de Blaeu 1649

### Pont des Saucisses (Saucy)
Pont d'Outremeuse, sur le bief de Saucy.
- Carte de Blaeu 1649

### Pont Thomas
Il était situé dans la rue de la Régence entre le Pont-d'Île et le Pont de Torrent. Il donnait accès de la place Saint-Denis à la place du Marché Neuf où était la maison Monseur. Cette communication porte encore aujourd'hui le nom de rue Pont-Thomas.

### Pont du Torrent

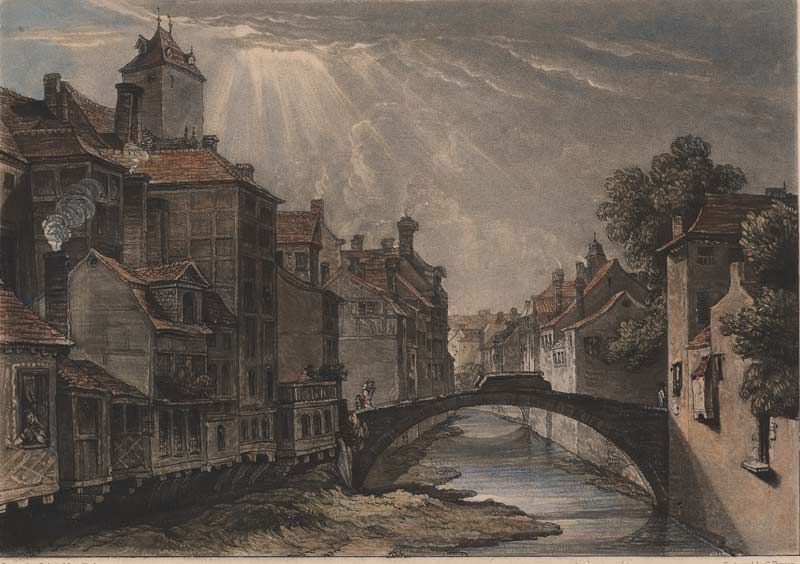
La gravure de Turner représente le Pont du Torrent, qui enjambait un bras de la Meuse près de l'église Saint-Denis. Le pont du Torrent fut détruit en 1826, après le comblement du bief Saint-Denis. U-Liège, Fond Wittert

Le pont du Torrent, sur le bief du Grand Torrent, fut détruit en 1826, après le comblement du bief Saint-Denis. Il communiquait de la rue Sainte-Aldegonde à la rue de l'Étuve et du Crucifix. Il deviendra la rue de la Régence. Il fut reconstruit en 1664 et démoli en 1826.

### Pont de la Tour de Bèche
Permettait d'accéder à la Tour en Bêche qui gardait le fleuve côté Outremeuse.